# Gibert Joseph
Créé par Joseph Gibert en 1886, Gibert Joseph, précédemment nommé Librairie Gibert, est un réseau de libraires et disquaires en France. Gibert Joseph est une enseigne de Gibert, plus grande librairie indépendante et généraliste de France.
À travers son magasin de disques localisé dans le 6e arrondissement de Paris, Gibert a aussi le plus grand magasin de disques européen.

## Historique
Issu de la séparation avec Gibert Jeune, Gibert Joseph partage avec cette enseigne la même origine. Deux ans après son arrivée à Paris en 1884, Joseph Gibert ouvre une librairie boulevard Saint-Michel. Auparavant bouquiniste sur le parapet du quai Saint-Michel, né le 18 février 1852 à Freycenet-la-Cuche, l'ancien professeur de lettres classiques au collège Saint-Michel de Saint-Étienne, dispose, dès lors, d'un magasin qui sera spécialisé dans la vente de livres scolaires d'occasion. Au moment même où Jules Ferry rend l'école gratuite et obligatoire, l'établissement prospère. En 1915, les deux fils Gibert succèdent à leur père à la tête de la librairie Gibert.

### La séparation (1929-2017)
En 1929, Joseph Gibert, fils aîné du fondateur, ouvre sa propre librairie au 30 du boulevard (l'actuelle papeterie). Son frère cadet, Régis, conserve la librairie historique, qui prend alors le nom de Gibert Jeune.
L'enseigne Gibert Joseph s'est par la suite développée dans le Quartier latin.
La société a en parallèle développé un réseau de librairies dans toute la France : Dijon, Évreux, Saint-Étienne, Clermont-Ferrand, Poitiers, Toulouse, Montpellier, Lyon et d'autres grandes villes voient apparaître des enseignes Gibert Joseph. En 2022, la société dispose de 23 points de vente.
Gibert Joseph a également ouvert des franchises comme le magasin de Grenoble, qui a été rattaché à l'enseigne en 2020.
En 2005, Gibert lance son site internet de vente en ligne à grand renfort de publicité. Le site succède à un simple site vitrine qui existait depuis 2003.

### La réunification (2017)
En avril 2017, Gibert Jeune et Gibert Joseph sont en discussion pour la reprise de Gibert Jeune, en difficulté financière, par Gibert Joseph. Le 17 mai 2017, le tribunal de commerce de Paris acte la reprise de Gibert Jeune par Gibert Joseph, mettant fin à 88 ans de séparation. Bruno Gibert (président du directoire de Gibert Jeune) assure à cette occasion que la fusion n’entraînera aucune suppression d'emploi ou de point de vente. La section CGT de Gibert Joseph dénonce l'opacité dans laquelle se sont tenues les discussions de rapprochement, le manque d'information envers les salariés des deux enseignes et s'inquiète des éventuelles conséquences sociales de ce rapprochement.
En novembre 2017, l'Autorité de la concurrence autorise le rapprochement de Gibert Joseph et Gibert Jeune.

### L'incidence de la crise sanitaire de 2020
Le 3 juin 2020, le tribunal de commerce de Clermont-Ferrand examine la demande de dépôt de bilan de la librairie déposée par la direction et prononce la liquidation judiciaire. Les points de vente d'Aubergenville et de Chalon-sur-Saône, également menacés de fermeture, sont mis en liquidation judiciaire par les tribunaux de commerce de ces deux villes.
À la suite de la vente des murs de la librairie Gibert Jeune localisée 5 place Saint-Michel à Paris par la famille Jeune, un plan de sauvegarde de l’emploi est officialisé le 4 décembre 2020,. La librairie historique localisée 27 quai Saint-Michel est conservée par l'enseigne afin d'en faire un magasin EcoLecture. La librairie ésotérique localisée en face de Notre-Dame a elle aussi été conservée.

## Activités

### Spécialisations
Dès les années 1950, les enseignes Gibert Joseph et Gibert Jeune se diversifient en se lançant dans la vente de disques et de vidéos. Gibert Joseph renforce ces nouvelles spécialités dans les années 1990 et ouvre à Paris en 1996 au 34 boulevard Saint-Michel (à l'emplacement de l'ancien cinéma pornographique « Le Latin ») une boutique spécialisée dans les disques.

#### Librairies
- Vente de livres neufs et d'occasion - Gibert est la première librairie indépendante de France.

#### Disques
Depuis les années 1950, les enseignes Gibert Joseph et Gibert Jeune ont intégré d'autres univers dans leurs magasins. Le disque a fait son apparition en premier lieu dans la librairie Gibert Jeune localisée au 15 bis boulevard Saint-Denis.
D'autres magasins ont depuis intégré cette offre de produits, soit comme un rayon à part entière, ce qui est le cas du magasin localisé à Barbès à Paris, soit via l'ouverture d'un magasin consacré à cet univers, ce qui est le cas de Gibert Disc localisé au 30 boulevard Saint-Michel ou le cas du magasin de Lyon.

#### Vidéos
Parallèlement à l'intégration de l'offre musique, une offre video est parfois disponible dans les magasins de l'enseigne. Toutefois, aucun magasin Gibert ne propose cette offre de façon dédiée.

#### Papeterie
L'enseigne propose également une offre de papeterie en rayon. Comme le disque, dans certaines villes, des magasins consacrés à cet univers ont ouvert. C'est notamment le cas du magasin de Versailles.

#### Rachat et vente de produits culturels
Le rachat de livres, CDs, vinyles, films d'occasions auprès des particuliers peut se faire de trois façons :
- directement en magasin ;
- via Gibert.com/je-vends en entrant le code EAN des produits ;
- via l'application Gibert « Je Vends » disponible pour iOS et Android.

Dans le cadre de certains besoins, Gibert se déplace à domicile pour gérer le rachat de bibliothèque à part entière. Certains livres ne sont pas repris ; lors de cette impossibilité, dans le cadre d'un rachat magasin, le client a la possibilité de donner les ouvrages pour des associations.

## Répartition en France
Gibert Joseph est une enseigne présente dans différentes villes de France :
1. Dijon
2. Évreux
3. Grenoble
4. Lyon
5. Marseille
6. Montpellier
7. Paris 6e (boulevard Saint-Michel)
8. Paris 13e (depuis août 2007)
9. Paris 18e (depuis décembre 2013)
10. Poitiers (ouverture en 1942)[13]
11. Saint-Germain-en-Laye
12. Toulouse
13. Versailles
14. Vaulx-en-Velin (près de Lyon) (ouverture en avril 2009 d'un magasin de 2 200 m2 au centre commercial du Carré de Soie)
15. La Rochelle (ouverture en septembre 2022)

L'enseigne a dû fermer son magasin de Mâcon au cours de l'été 2014 (à l'échéance du bail), ainsi que son magasin basé à Orgeval en février 2018 (à l'échéance du bail).

## Le Prix des libraires Gibert Joseph
En 2014, l'enseigne lance le Prix des libraires Gibert Joseph, décerné au mois de novembre. Le premier lauréat est Gauz pour son roman Debout-Payé.

## Dans la culture populaire
Dans la note de l'auteur du Nom de la rose, Umberto Eco relate le plaisir d'écrire d'une plume douce « sur ces grands cahiers de la papeterie Gibert Joseph ».